# Miękisz Stary
Miękisz Stary (do 1996 Stary Miękisz) – wieś w Polsce położona w województwie podkarpackim, w powiecie jarosławskim, w gminie Laszki.
W latach 1975–1998 miejscowość administracyjnie należała do województwa przemyskiego.
We wsi znajduje się budynek cerkwi greckokatolickiej pw. Pokrow Przeświętej Bogurodzicy, nieużytkowany od 1947.

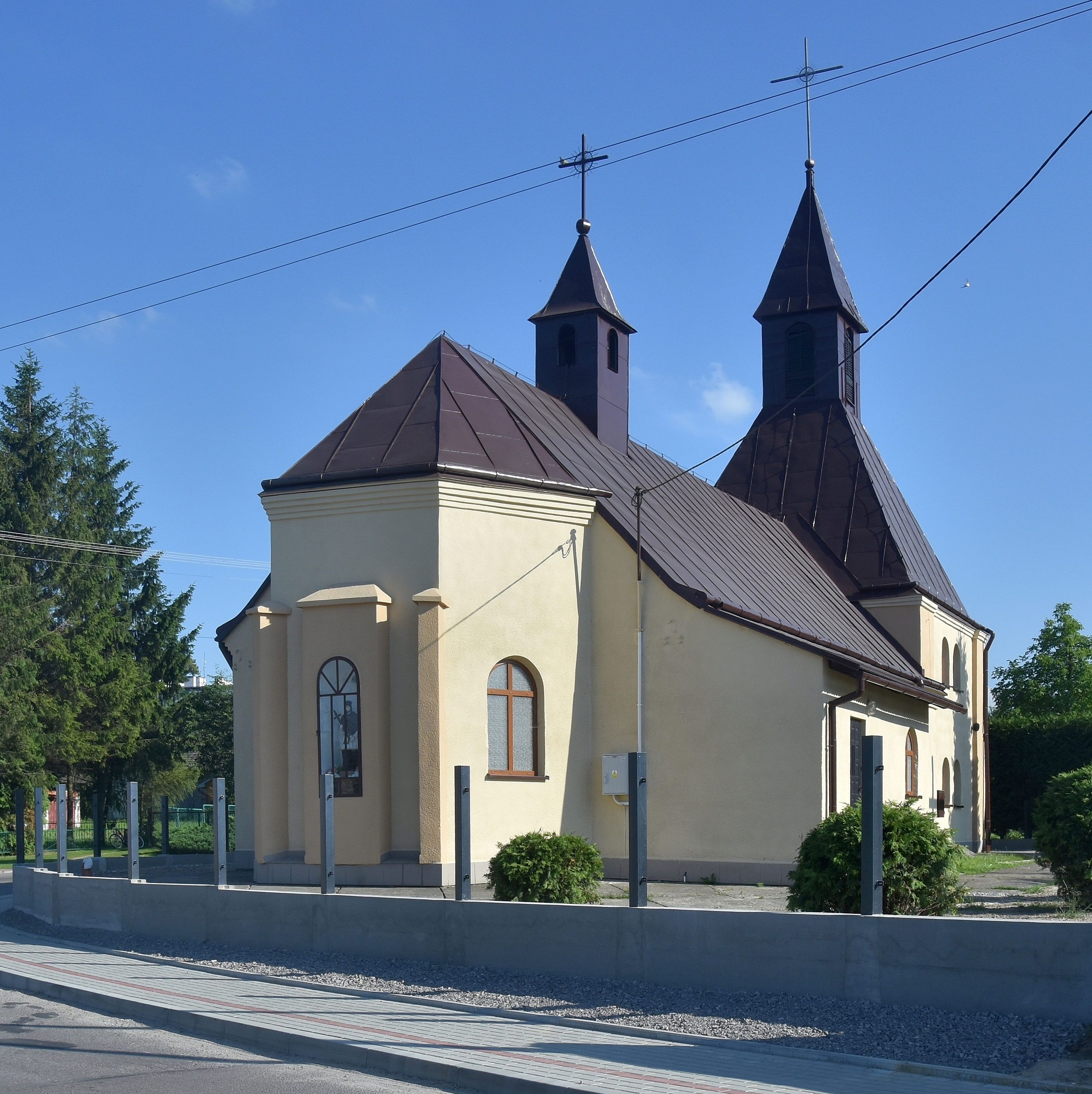
Kościół MB Częstochowskiej
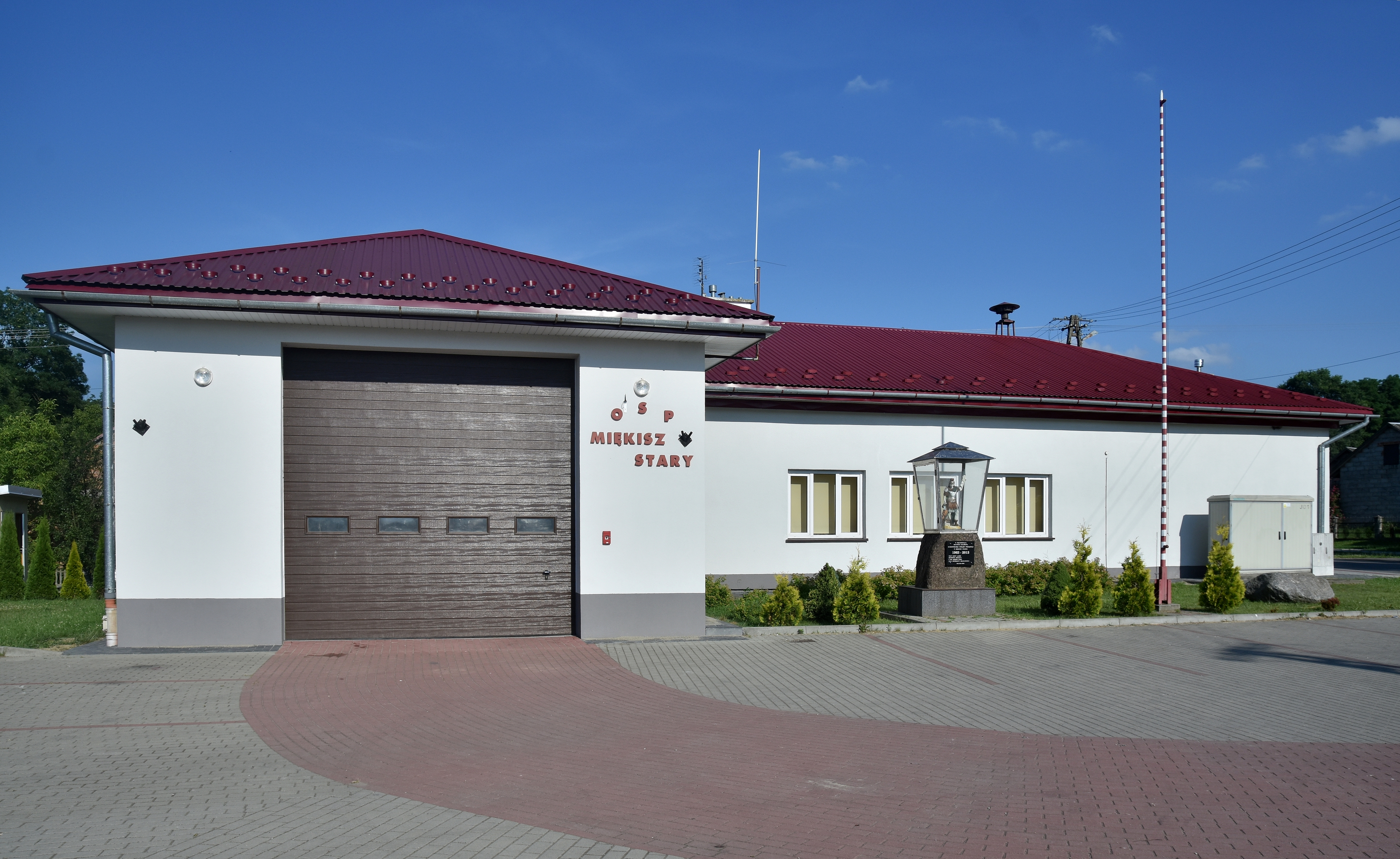
Remiza OSP